# Københavns Fiskefars-Fabrik
Brdr. Lykkeberg, Københavns Fiskefars-Fabrik's Eftf. var en dansk fabrik, der fremstillede fiskefars. Den blev grundlagt i 1900 af grosserer J.E. Lykkeberg (1847-1903) og senere overtaget af J.H. Fenneberg.
Den lå i Kødbyen på adressen Kvægtorvsgade 12 i København.

## Udgivelser
- E. Constantin & Mathilde Muus, Hvorledes man kan anvende Fiskefars, 1913.